# Haras national de Blois
Le haras national de Blois était un ancien dépôt national d'étalons situé au no 62 de l'avenue Maunoury, à Blois, dans le Loir-et-Cher, en France. 
Un premier haras a vu le jour à Blois à l'initiative de Napoléon Ier en 1806. Installé au niveau de l'ancien couvent des Carmélites, rue du Sermon, il est finalement abandonné quelques années après la guerre de 1870 car jugé trop exigu. 
Construits entre 1878 et 1880 par l'architecte Jules de La Morandière, les bâtiments du haras actuel ont été inscrits au titre des monuments historiques en 1992. Désaffectés à partir de 2006, les locaux ont été rachetés par un investisseur privé en 2014 et ne sont plus accessibles au public.

## Histoire

### Le premier haras de Blois
L'histoire des haras nationaux commence, en France, sous le règne de Louis XIV, avec la création, par Jean-Baptiste Colbert, d'établissements destinés à produire les montures nécessaires à l'armée. Ce n'est cependant que sous le Premier Empire qu'un premier dépôt national d'étalons est créé à Blois. En 1806, Napoléon Ier signe en effet, à Saint-Cloud, un décret ordonnant l'installation d'un haras dans la préfecture du Loir-et-Cher. 
Implanté rue du Sermon, au sein de l'ancien couvent des Carmélites, nationalisé en 1790, l'établissement dépend du haras d'Arnac-Pompadour,. Il reçoit pour premier directeur le comte François-Pierre de Siresmes de La Ferrière et accueille une vingtaine d'étalons. Dans les années 1840, le haras de Blois se trouve dans un état de délabrement préoccupant, qui contraint la municipalité à y réaliser des travaux. 
La défaite militaire française face aux Prussiens en 1870 vient bouleverser l'institution des haras nationaux, qui sont alors largement restructurés. En 1874, la loi Bocher impose ainsi à chaque dépôt d'étalons d'augmenter considérablement le nombre de ses pensionnaires. À Blois, ceux-ci doivent alors passer de 38 à 110, ce que les locaux de la rue du Sermon ne permettent pas. 
Les autorités envisagent donc de déménager le haras au niveau de l'ancien cimetière des Capucins, projet que soutient la municipalité, propriétaire des terrains. Cependant, l'État réclamant des garanties financières et des irrégularités administratives ayant été décelées par le conseil municipal, le projet de nouveau haras reste lettre morte et, en 1876, aucune construction n'a été réalisée. Face à cette inertie, le ministre de l'Agriculture et du Commerce Pierre-Edmond Teisserenc de Bort menace la municipalité de déplacer le haras à l'extérieur du département.

### Le second haras
Face au risque de perdre cette institution prestigieuse, le conseil municipal propose finalement un autre emplacement à l'État et accepte même de verser les contreparties financières qu'il refusait auparavant de régler. En juin 1878, la municipalité acquiert alors un terrain de 2 ha situé rue Haute-de-Paris, actuelle avenue Maunoury. L'emplacement est cédé à l'État en septembre et des travaux y sont ensuite entrepris. Confiés à Jules de La Morandière, architecte officiel de Blois et du Loir-et-Cher, ils doivent donner le jour à un projet grandiose, mais les effets de la Grande Dépression en réduisent rapidement la portée. 

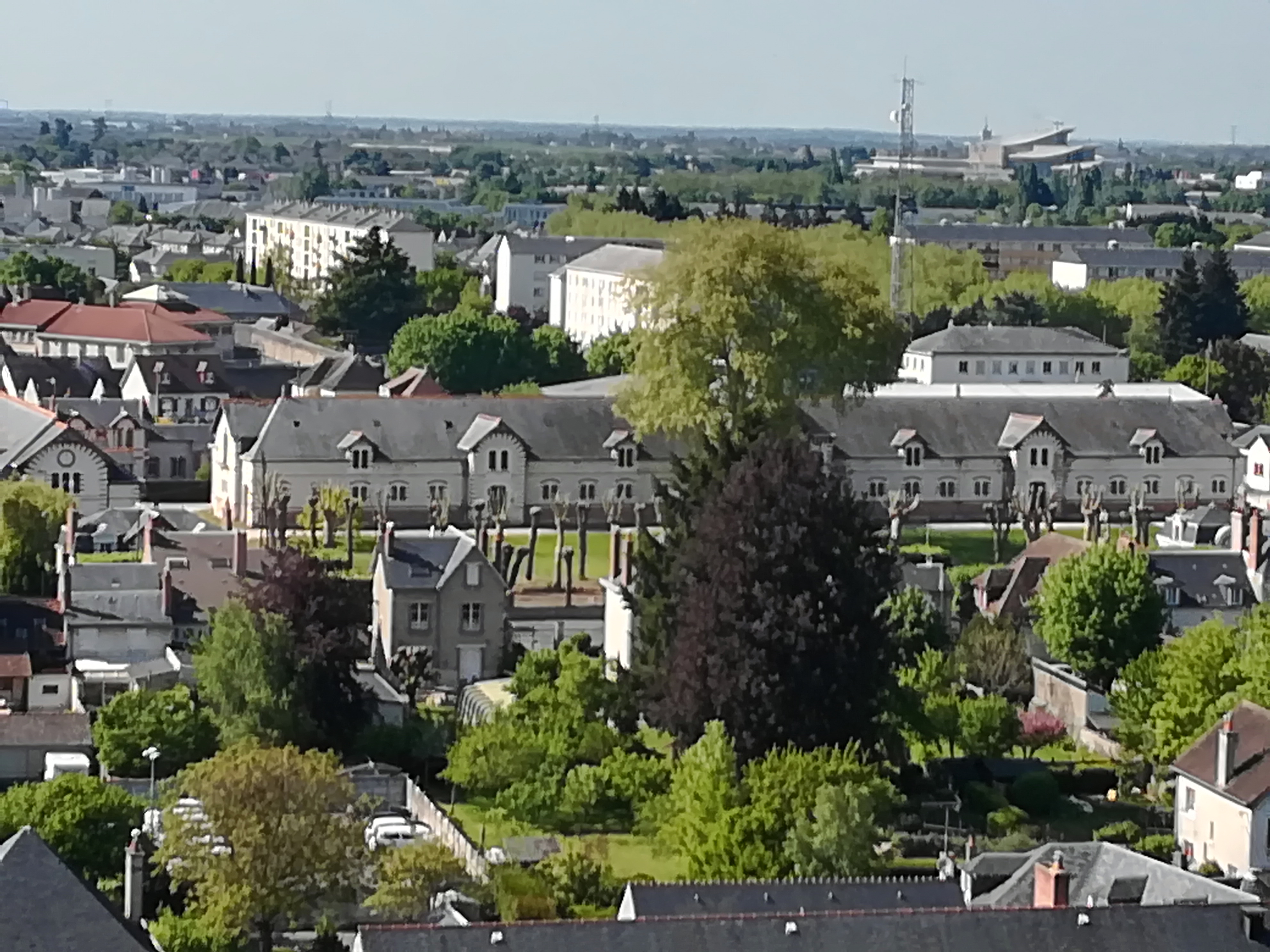
Vue du haras depuis le clocher de la basilique Notre-Dame-de-la-Trinité.

Inauguré en 1880, le nouveau haras atteint son apogée en 1913, année où il héberge 122 étalons, pour un total de 3 454 dans l'ensemble des haras nationaux. L'établissement emploie une centaine de personnes, constituées de garçons d'écurie, d'écuyers, de palefreniers et de maréchaux-ferrants. Les personnels les plus importants (directeur, sous-directeur, vétérinaire et palefreniers) y ont d'ailleurs leurs propres logements. 
Entre 1942 et 1955, le haras de Blois est dirigé par Charles-Valentin des Ormeaux, qui est ainsi la personnalité restée le plus longtemps à sa tête.
Le 27 février 1992 les bâtiments du haras sont inscrits au titre des monuments historiques. À partir de 1995, et jusqu'en 2005, le haras est ouvert au public à la saison touristique et des visites guidées, des spectacles historiques, des manifestations et des fêtes y sont organisés[réf. nécessaire].
Le 25 juin 2006, le conseil d'administration des haras nationaux vote la fermeture du dépôt d'étalons de Blois. Les derniers chevaux encore présents dans l'établissement sont donc progressivement dispersés dans les autres haras nationaux, et particulièrement dans celui d'Amboise. En 2010, le Ministère de l'Agriculture décide la mise en vente du site. Cependant, la direction territoriale de l'Institut français du cheval et de l'équitation y conserve ses locaux jusqu'en 2014, année où le site est finalement vendu à un investisseur privé.

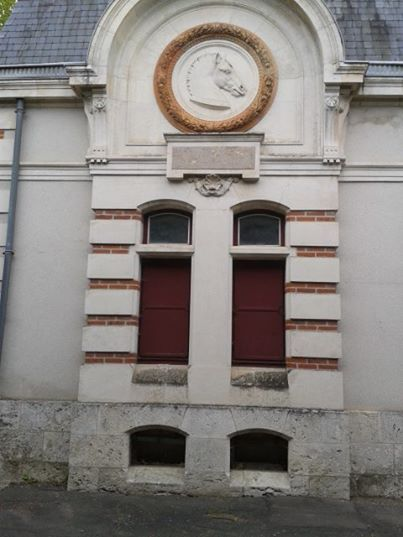
Détail de la façade extérieure du haras, avec son médaillon.

## Architecture
Étendu sur 2 ha de terrains, le dépôt national d'étalons de Blois se divise en plusieurs corps de bâtiment : logement des officiers, sellerie et maréchalerie. Doté de 4 écuries, 84 stalles et 2 pavillons de 18 box, il était prévu pour héberger jusqu'à 120 étalons demi-sang normands, vendéens ou percherons.
Suivant la tradition des haras construits dans les années 1870-1890, l'édifice rappelle l'architecture rurale, alors considérée comme appropriée pour ce type de bâtiment, et notamment les fermes ornées du début du XIXe siècle. Néanmoins, la polychromie des édifices n'est pas sans évoquer la tradition blésoise. On y retrouve en effet des chaînes d'angles et des encadrements de baies alternant brique et pierre ainsi que des toitures en ardoise et bois apparent. 
Enfin, de chaque côté de la grille entourant le parc, les pavillons d'entrée portent en médaillons une tête de percheron.

### Sur le haras
- Thibaut Chéné, « Dépôt national d'étalons de Blois », Association pour la protection du Vieux Blois et de ses environs,‎ 2015-2016, p. 49-53 (lire en ligne).
- Claude Leymarios, « Construction du haras », dans Blois en 100 dates, Éditions Sutton, 2012 (ISBN 2813805416), p. 97-98.

### Sur Blois en général
- Collectif, Blois : un amphithéâtre sur la Loire, Paris/Blois, Adam Biro, 1994, 189 p. (ISBN 2-87660-152-4), p. 144.
- Annie Cosperec, Blois : la forme d'une ville, Paris, L'Inventaire-Cahiers du patrimoine / Imprimerie nationale, 1994, 406 p. (ISBN 2-11-081322-9), p. 372.
- Pascal Nourrisson et Jean-Paul Sauvage, Blois : insolite et secret, Éditions Sutton, 2013, 151 p. (ISBN 978-2-8138-0637-6 et 2-8138-0637-4), p. 372.